# Франсик, Аллен
Аллен Джереми Франсик (англ. Alleyne Jeremy Francique; 7 июня 1976, Сэнт-Эндрюс) — бывший гренадский легкоатлет. Участник трёх Олимпийских игр, двукратный чемпион мира в помещении.

## Биография
На Олимпийских играх Аллен Франсик дебютировал в 1996 году, выступая в составе сборной Гренады в эстафете 4×400 метров. Первый олимпийский опыт был для него неудачным, а сборная была дисквалифицирована.
В 2001 году на чемпионате мира в Эдмонтоне Франсик вышел в финал на дистанции 400 метров и занял там пятое место. Через два года он стал шестым на аналогичной дистанции. В этом же году выиграл чемпионат Центральной Америки и стран Карибского бассейна, который проходил в его родном городе Сэнт-Эндрюс.
В начале 2004 года Франсик принёс Гренаде первую в истории медаль чемпионатов мира по лёгкой атлетике. На зимнем чемпионате мира, который проходил в Будапеште, он показал время 45,88, что принесло ему победу.
На Олимпиаде в Афинах он нёс флаг своей страны на церемонии открытия, а непосредственно на соревнованиях занял четвёртое место, остановившись всего в 0,2 от бронзовой медали (первые три места заняли американцы).
В начале 2006 года он защитил чемпионское звание на чемпионате мира в Москве, показав на этот раз время 45,54. В том же году стал серебряным призёром Игр Содружества.
На Олимпиаде в Пекине второй раз был знаменосцем своей сборной, но на соревнованиях выступил неудачно — в своём забеге он стал только шестым и прекратил борьбу уже после первого раунда.